# Talsperre Punchiná
Die Talsperre Punchiná befindet sich im Departamento de Antioquia in Zentral-Kolumbien, 80 km östlich der Großstadt Medellín. Die Talsperre wurde zur Stromerzeugung errichtet. Betreiber der Anlage ist ISAGEN.

## Talsperre
Die Talsperre liegt im Osten der Zentralkordillere Kolumbiens. Sie staut den Río Guatapé auf einer Länge von 7,9 km. Die Talsperre wurde 1979–1983 errichtet. Sie besteht aus einem 70 m hohen Erdschüttdamm. Das Mauervolumen beträgt 6 Millionen m³. Der Damm besitzt eine Kronenhöhe von 785 m sowie eine Kronenlänge von etwa 800 m. Am östlichen Ende befindet sich eine Hochwasserentlastungsanlage mit einer Schussrinne.

## Stausee
Der langgestreckte Stausee Punchiná (span. Embalse Punchiná) ist in NW-SO-Richtung ausgerichtet. Die maximale Wasserfläche beträgt 360 ha. Das Stauziel liegt bei 775 m. Die jährliche Wasserspiegelschwankung beträgt 21 m. In das nordwestliche Ende des Stausees münden die Flüsse Río Guatapè und Río San Carlos. Flussaufwärts liegt am Río Guatapé die Talsperre Playas. Die Landstraße von San Rafael nach San Carlos führt am oberen Ende des Stausees vorbei. Das Speichervolumen liegt bei 62 Millionen m³.

## Wasserkraftwerk
Das Wasserkraftwerk San Carlos (span. Central Hidroeléctrica San Carlos) ist ein etwa 400 m unter der Erde gelegenes Kavernenkraftwerk. Es entstand in zwei Bauabschnitten. Der erste wurde 1984, der zweite 1987 fertiggestellt. Die beiden Bauabschnitte bestehen aus jeweils vier Pelton-Turbinen, jede mit 155 MW Leistung. Damit liegt die installierte Gesamtleistung bei 1240 MW. Die Ausbauwassermenge pro Turbine beträgt 32,7 m³/s, die Turbinen drehen sich mit einer Frequenz von 300 rpm. Jedes der beiden 54 m hohen Einlaufbauwerke (⊙) unweit des Staudamms versorgt 4 Einheiten mit Wasser. Das Wasser wird über 4,5 km vom Stausee zum Kraftwerk geführt. Die Fallhöhe beträgt 554 m. Zwei Wasserschlösser (⊙) gewährleisten einen Druckausgleich.
Vom Kraftwerk wird das Wasser über zwei 1,5 km lange Abflusstunnel in den Fluss Río Samaná Norte, ein rechter Nebenfluss des Río Nare, geleitet. Die Einleitungsstelle (⊙) befindet sich unterhalb der Mündung des Río Guatapé. Vom Kraftwerk wird der Strom zu einem nahe gelegenen Umspannwerk (⊙) geleitet.